# Vicente Romero Girón
Vicente Romero Girón (Valdeolivas, 21 de gener de 1835 - Madrid, 10 de gener de 1900) va ser un advocat, periodista i polític espanyol, va ser ministre de Gracia i Justícia durant el regnat d'Alfons XII i ministre d'Ultramar i de Foment durant la regència de Maria Cristina d'Habsburg-Lorena.

## Biografia
Va iniciar la seva carrera política com a diputat per Conca a les eleccions de 1869 repetint aquest escó en 1871 i 1872. En 1881 passa al Senat també elegit per Conca, i en 1886 és elegit senador vitalici.
Va ser ministre de Gracia i Justícia entre el 9 de gener i el 13 d'octubre de 1883, ministre d'Ultramar entre el 18 de maig de 1898 i el 4 de març de 1899, amb el que sota el seu ministeri es van perdre les últimes colònies espanyoles i la cartera que ocupava va deixar de tenir fonament polític, i ministre de Foment entre el 10 de febrer i el 4 de març de 1899, cartera que després d'ell passa a denominar-se "Agricultura, Indústria, Comerç i Obres Públiques".